# كونديكا كابينسيس
كونديكا كابينسيس (بالإنجليزية: Condica capensis) هو نوع من العث الليلي ينتمي إلى فصيلة ليليات. وصف هذا النوع لأول مرة من قبل عالم الحشرات الفرنسي أكيلي غينيه في عام 1852.

## التوزيع
ينتشر هذا النوع في مناطق متعددة من أفريقيا جنوب الصحراء، والجزيرة العربية، وجنوب أوروبا، وجنوب آسيا. وقد تم تسجيله أيضًا في مناطق من الهند وسريلانكا والشرق الأوسط.

## الشكل
يبلغ طول جناحي العثة نحو 25–30 مم. يتميز لونها بالبني والرمادي مع بقع متموجة تسمح لها بالتمويه وسط اللحاء أو الأرض. اليرقات تتغذى على أنواع نباتية متعددة، وتعد من الأنواع واسعة الانتشار في بيئات متنوعة.

## التصنيف
ينتمي هذا النوع إلى جنس Condica ضمن فصيلة العث الليلي Noctuidae، وهي واحدة من أكبر فصائل حرشفيات الأجنحة من حيث عدد الأنواع.

## وصلات خارجية
- صفحة النوع في قاعدة African Moths
- قاعدة بيانات FUNET – Condica capensis